# SS Virtus Lanciano
Società Sportiva Virtus Lanciano 1924 är en italiensk fotbollsklubb från Lanciano. Klubbens färger är rött och svart. Laget spelar sina hemmamatcher på Stadio Guido Biondi.

## Historia
Virtus Lanciano bildades 1919 som Polisportiva Virtus Lanciano. Klubben har sedan dess ombildats flera gånger och fick sin nuvarande form och namn 2008.
Klubben har under större delen av sin historia befunnit sig i de lägre serierna, men etablerade sig under 2000-talet som ett stabilt lag i Lega Pro Prima Divisione. Säsongern 2011-2012 hamnade man på kvalplats och efter segrar mot Siracusa och Trapani tog man för första gången steget upp i Serie B.

## Spelare
Se Spelare i Virtus Lanciano